# Ángel Sixto Rossi
Ángel Sixto Rossi (Córdoba, 11 agosto 1958) è un cardinale e arcivescovo cattolico argentino, dal 6 novembre 2021 arcivescovo metropolita di Córdoba.

## Biografia
Figlio secondogenito di Ángel Sixto Rossi e Delicia Ruiz Caraffa, ha completato l'istruzione primaria presso il collegio Alejandro Carbó a Córdoba e gli studi secondari presso la scuola Gabriel Taborín della stessa città, una scuola religiosa appartenente ai Fratelli della Sacra Famiglia di Belley.

### Formazione e ministero sacerdotale
Il 7 settembre 1976 è entrato nella Compagnia di Gesù ed è stato ordinato sacerdote il 12 dicembre 1986.
Nel 1992 ha creato la Fundación Manos Abiertas, un'organizzazione di beneficenza il cui obiettivo è distribuire vestiti e cibo tra le fasce più povere e vulnerabili della popolazione. La fondazione ha aperto la sua prima sede a Villa de Mayo, e fino ad oggi ha esteso le sedi in 11 città: Buenos Aires, Córdoba, San Juan, Concordia, Resistencia, Salta, Mar del Plata, San Salvador de Jujuy, Santa Fe, Neuquén e Mendoza.
Il 9 maggio 1994 ha emesso la professione perpetua.
Ha completato gli studi in teologia spirituale presso la Pontificia Università Gregoriana a Roma con un dottorato.
Ha pubblicato numerosi saggi spirituali e pastorali e condotto per molti anni esercizi spirituali ignaziani.
Nel 2019 è stato firmato un documento con il quale si stabilisce che la fondazione Manos Abiertas è un'opera apostolica con legami speciali con la Compagnia di Gesù, in quanto ha riconosciuto in san Ignazio di Loyola e nella Compagnia di Gesù la sua fonte di ispirazione e identità.

### Ministero episcopale e cardinalato
Il 6 novembre 2021 papa Francesco lo ha nominato arcivescovo metropolita di Córdoba, succedendo a mons. Carlos José Ñáñez, dimessosi per raggiunti limiti d'età. È il primo gesuita a guidare l'arcidiocesi.
Ha ricevuto l'ordinazione episcopale il 17 dicembre successivo dalle mani dell'arcivescovo Carlos José Ñáñez, suo predecessore, co-consacranti il vescovo di Azul Hugo Manuel Salaberry Goyeneche, il vescovo emerito di Villa María José Ángel Rovai, il vescovo di Lomas de Zamora Jorge Rubén Lugones e il vescovo ausiliare di Buenos Aires Ernesto Giobando.
Il 9 luglio 2023, al termine dell'Angelus, papa Francesco ha annunciato la sua creazione a cardinale; nel concistoro del 30 settembre seguente lo ha creato cardinale presbitero di Santa Bernadette Soubirous. Il 29 ottobre successivo ha preso possesso del titolo cardinalizio.
Dal 12 novembre 2024 è vicepresidente della Conferenza episcopale dell'Argentina.
Il 7 e 8 maggio 2025 ha partecipato come cardinale elettore al conclave che ha portato all'elezione di papa Leone XIV.

## Genealogia episcopale e successione apostolica
La genealogia episcopale è:
- Cardinale Scipione Rebiba
- Cardinale Giulio Antonio Santori
- Cardinale Girolamo Bernerio, O.P.
- Arcivescovo Galeazzo Sanvitale
- Cardinale Ludovico Ludovisi
- Cardinale Luigi Caetani
- Cardinale Ulderico Carpegna
- Cardinale Paluzzo Paluzzi Altieri degli Albertoni
- Papa Benedetto XIII
- Papa Benedetto XIV
- Papa Clemente XIII
- Cardinale Bernardino Giraud
- Cardinale Alessandro Mattei
- Cardinale Pietro Francesco Galleffi
- Cardinale Giacomo Filippo Fransoni
- Cardinale Carlo Sacconi
- Cardinale Edward Henry Howard
- Cardinale Mariano Rampolla del Tindaro
- Cardinale Antonio Vico
- Arcivescovo Filippo Cortesi
- Arcivescovo Zenobio Lorenzo Guilland
- Arcivescovo Antonio José Plaza
- Cardinale Raúl Primatesta
- Arcivescovo Carlos José Ñáñez
- Cardinale Ángel Sixto Rossi, S.I.

La successione apostolica è:
- Vescovo Horacio José Álvarez (2023)
- Vescovo Alejandro Musolino, S.D.B. (2023)

## Opere
- Ángel Sixto Rossi, Semillas de Cielo y Tierra, 1997.
- Ángel Sixto Rossi, Teresa, 1999.
- Ángel Sixto Rossi, Pequeños gesti con gran amore, 1999.
- Ángel Sixto Rossi, Educar es difícil, posible y bello, 2002.
- Ángel Sixto Rossi, Una Iglesia para el nuevo milenio, 2002.
- Ángel Sixto Rossi, Peregrinando con el corazón lleno de rostros, 2003.
- Ángel Sixto Rossi, Espérame y vamos juntos, 2007.
- Ángel Sixto Rossi, Testigos de su belleza, 2008.
- Ángel Sixto Rossi, El secreto de la Belleza, 2017.
- Ángel Sixto Rossi, Cuidar al Pastor, 2017.
- Ángel Sixto Rossi, Pinceladas Brocherianas, 2017.